# Katrine Lund
Katrine Lund (Kongsberg, 9 de noviembre de 1994) es una deportista noruega que compite en tiro, en la modalidad de rifle.
Ganó una medalla de oro en el Campeonato Mundial de Tiro de 2023 y una medalla de bronce en el Campeonato Europeo de Tiro de 2024, ambas en la prueba de rifle 3 posiciones 300 m.

## Palmarés internacional
| Campeonato Mundial | Campeonato Mundial | Campeonato Mundial | Campeonato Mundial       |
| Año                | Lugar              | Medalla            | Prueba                   |
| ------------------ | ------------------ | ------------------ | ------------------------ |
| 2023               | Bakú (Azerbaiyán)  | Medalla de oro     | Rifle 3 posiciones 300 m |
| Campeonato Europeo |                    |                    |                          |
| Año                | Lugar              | Medalla            | Prueba                   |
| 2024               | Osijek (Croacia)   | Medalla de bronce  | Rifle 3 posiciones 300 m |